# 聚會

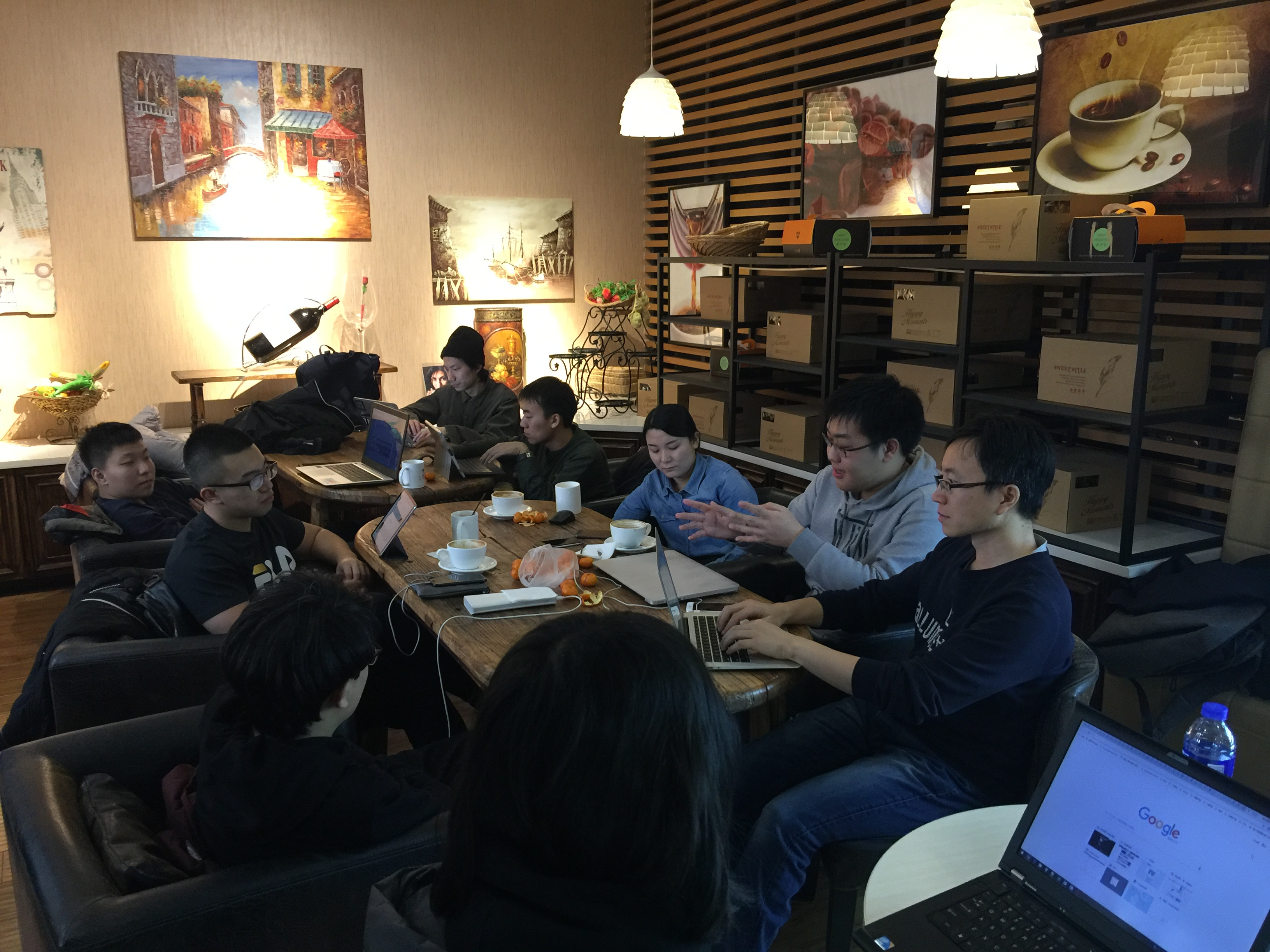
2018年，部分維基人在北京市參加聚會

聚會是一群人聚集互相交流的活動，可以是娛樂性如派對、宴會等，也可以是工作相關，如會議，也有社交聚會如沙龍等。
许多老同学会在多年后再次进行聚会。一些志同道合的人也会参加或举办各种聚会，来交流感兴趣的话题。例如，维基人便会组织聚会来讨论维基百科及其他维基媒体计划的发展、推广方法等（详见Wikipedia:聚会）。出于某种特殊目的，例如生日聚会，也存在。

## 辞源
聚会一词源自《汉书·五行志下之上》：“其夏，京师郡国民聚会里巷阡陌，设张博具，歌舞祠西王母”。